# Кальвар, Патрик
Патрик Кальвар (фр. Patrick Calvar, р.1955) — французский государственный деятель, генеральный директор Главного управления внутренней разведки с 30 мая 2012 года.

## Биография
Родился в семье жандарма 26 ноября 1955 года в Анцирабе на Мадагаскаре, который в то время был колонией Франции, начал свою карьеру в качестве инспектора полиции в 1977 году.
В 1984—1993 служил в DST — спецслужбе-предшественнице Главного управления внутренней разведки, в 1995—1997 годах — в подразделении по борьбе с терроризмом DST. С конца 1997 года по март 2000 года работал в Лондоне в качестве полицейского атташе.
Вернувшись во Францию, до марта 2004 занимал должность зонального директора DST в Марселе, с марта 2004 года по февраль 2007 года он был заместителем директора DST по борьбе с терроризмом в арабо-мусульманских странах, затем до июня 2008 года заместитель директора DST.
После создания в 2008 Главного управления внутренней разведки (DCRI) П.Кальвар в 2008—2009 работал заместителем директора оперативного управления DCRI и занимал эту должность до декабря 2009 года. В 2008 ему присвоено звание генерального инспектора полиции.
В 2009—2012 работал начальником управления разведки в Генеральном директорате внешней безопасности (DGSE). С 30 мая 2012 года — генеральный директор Главного управления внутренней разведки.

## Награды
- Кавалер Ордена Почетного легиона (2009)
- Кавалер ордена «За заслуги» (2004).